# Чамран, Мустафа
Му́стафа Ча́мран Савехи́ (перс. مصطفی چمران ساوه‌ای‎; 8 марта 1932, Тегеран — 20 июня 1981, Хузестан) — иранский учёный, государственный и военный деятель, депутат Меджлиса, министр обороны Исламской республики Иран, командир Корпуса Стражей исламской революции.

## Биография

### Молодые годы и образование

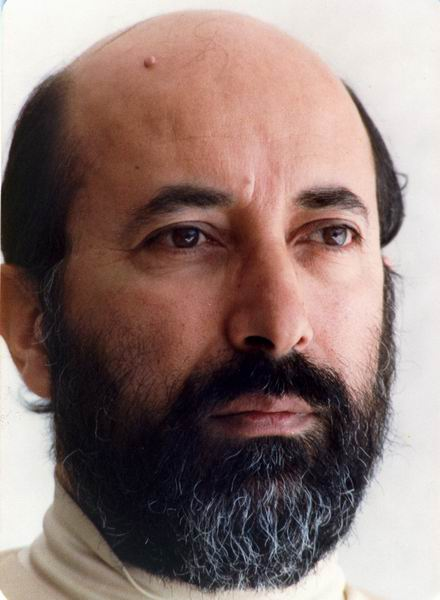
Мустафа Чамран

Мустафа Чамран в лаборатории

Мустафа Чамран родился 8 марта 1932 года в Тегеране в религиозной семье. Получив первоначальное религиозное образование от аятолл Махмуда Талегани и Муртазы Мутаххари, Чамран окончил Эльбурскую среднюю школу, а затем — Тегеранский университет со степенью бакалавра в области электромеханики. Во время учёбы был активным членом университетской Исламской студенческой ассоциации и принимал участие в борьбе за национализацию иранской нефтяной промышленности
В конце 1950-х годов, получив стипендию, переехал в США, где поступил в Техасский университет A&M и получил степень магистра. В 1963 году во время учёбы в Калифорнийском университете в Беркли основал исламскую студенческую ассоциацию. Шахский режим отменил стипендию, узнав о его деятельности за рубежом, однако Чамран успел получить степень доктора философии в области электротехники и физики плазмы с отличием.
В 1960-х годах в качестве старшего научного сотрудника принят на работу в компанию «Bell Labs» и Лабораторию реактивного движения НАСА.

### Политическая и военная карьера
В начале 1960-х годов Чамран стал одним из видных членов Движения свободы Ирана во главе с Мехди Базарганом, являясь частью радикального крыла партии вместе с Ибрагимом Язди, Садеком Готбзаде и Али Шариати
Затем Чамран отправился на Кубу для прохождения военной подготовки. В декабре 1963 года он вместе с Готбзадехом и Язди покинул США и на два года уехал в Египет для обучения методам партизанской войны. В планах египетских властей было создание организации по борьбе с шахским режимом, военным главой которой и стал Чамран. В 1965 году по возвращении в США, он, с целью подготовки боевиков в Сан-Хосе основал группу «Красный шиизм», в которую вошёл и его брат Мехди. В 1968 году он основал еще одну группу — «Ассоциация мусульманских студентов Америки» (англ. Muslim Students Association in America), во главу которой встал Ибрагим Язди, и под его руководством были открыты филиалы в Великобритании и Франции.
Будучи несогласным с политикой президента Египта Гамаля Абделя Насера, после его смерти, в 1971 году Чамран выехал в Ливан и вошёл в состав лагерей Организации освобождения Палестины и движения «Амаль». Он стал одним из ведущих деятелей исламского революционного движения на Ближнем Востоке, организатором подготовки партизан и революционных сил в Алжире, Египте и Сирии. Во время гражданской войны в Ливане он активно сотрудничал с основателем «Амаль» Мусой Садром, став членом этого движения и «правой рукой Садра». В то же время Чамран наряду с Готбзадехом был частью сирийской фракции, враждовавшей с группой дружбы с Ливией, возглавляемой Мухаммедом Монтазери
После начала исламской революции в Иране Чамран вернулся на родину. В 1979 году он занял пост заместителя премьер-министра в кабинете Мехди Базаргана. С 1979 по 1981 год Чамран был командиром Корпуса стражей исламской революции и отвечал за проведение военных операций в Иранском Курдистане, где курды восстали против исламского режима. В 1979 году по его личному распоряжению было создано Командование нерегулярной войны, представлявшее собой армейское позразделение по ведению герильи. Примечательно, что воинского звания Чамран не имел. С 1979 по 1980 год (по некоторым данным до весны 1981 года) Чамран занимал пост министра обороны, став первым гражданским лицом на этой должности. В марте 1980 года он был избран в Меджлис от избирательного округа Тегеран, а в мае был назначен представителем рахбара Хомейни в Высшем совете национальной безопасности. После начала ирано-иракской войны Чамран добровольно оставил должность министра обороны и отправился на фронт.

### Смерть

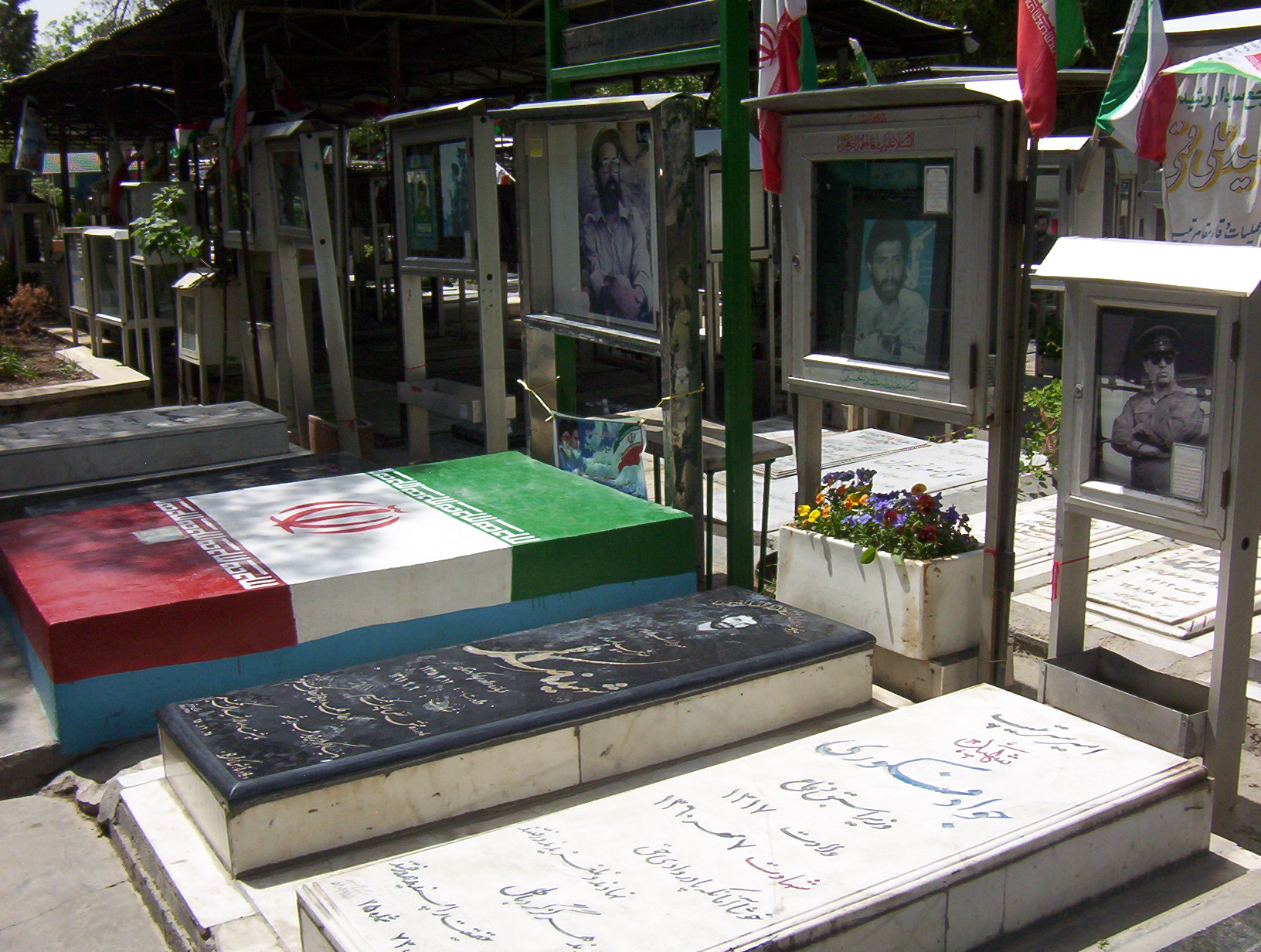
Могила Чамрана в цветах флага Ирана на кладбище Бехеште-Захра

Во время ирано-иракской войны, когда Чамран вёл пехоту у Сусенгерда, ему в ногу дважды попали осколки от миномётного снаряда, однако он отказался покинуть свой пост и расположение частей. 20 июня 1981 года Мустафа Чамран погиб в Дехлавие в остане Хузестан, возможно, от миномётного огня с иракской стороны, при подозрительных и невыясненных до конца обстоятельствах. Похоронен на кладбище Бехеште-Захра в Тегеране.

## Наследие
Аятолла Хомейни публично провозгласил Чамрана мучеником, назвав его «великим командиром Ислама» и «бдительным воином, преданным высшему пути». Чамрану посмертно был присвоен статус героя, в его честь были названы многие здания и улицы в Иране и Ливане, а также скоростное шоссе и университет.
С 2008 года в доме в Тегеране, в котором жил Чамран, работает музей его имени.
В 2012 году писатель Мохсен Алави Поур опубликовал его биографию.
В 2013 году именем Чамрана был назван новый вид бабочек — Anagnorisma chamrani.
В 2013 году британский писатель Ник Робинсон опубликовал книгу-биографию о жизни Чамрана. Книга содержит 82 коротких рассказа от людей, которые знали его лично, начиная с друзей детства, заканчивая его второй женой и боевыми собратьями.
В 2014 году был выпущен фильм режиссера Ибрахима Хатами Кийи «Че», который получил несколько кинонаград [11]. Фильм показывает драматическое  события курдского мятежа на западе Ирана. Действие фильма происходит в течение двух суток в августе 1979 года.
В 2017 году иранский режиссер Реза Миркерими сделал анимационный фильм о Чамране - "Мустафа. Рассказ о жизни мученика доктора Мустафы Чамрана" (перс. مصطفی. روایتی از زندگی شهید د )

## Личная жизнь и семья
Был дважды женат. В первый раз — на американке мусульманского вероисповедания Томпсон Хейман (ум. в 2009 году), в браке было четверо детей: дочь Томпсон, три сына — Рахимнежад, Али, Джамал. Внуки живут в Ливане. Затем женился на ливанке Гадех Джабер. Владея родным персидским языком, Чамран бегло говорил на английском, арабском, французском и немецком языках. Профессионально занимался фотографией.
Брат — лидер правящего Союза строителей исламского Ирана Мехди Чамран. В 2016 году он совместно с «Фондом Мученика Чамрана» опубликовал полную биографию своего брата